# Уорбертон, Гарет
Га́рет Ро́берт Уо́рбертон (англ. Gareth Robert Warburton; род. 23 апреля 1983, Беверли) — британский валлийский легкоатлет, специалист по бегу на средние дистанции. Выступал на крупных международных соревнованиях в период 2005—2014 годов, серебряный призёр чемпионата Европы в помещении, бронзовый призёр командного европейского первенства, участник летних Олимпийских игр в Лондоне.

## Биография
Гарет Уорбертон родился 23 апреля 1983 года в городе Беверли, церемониальное графство Ист-Райдинг-оф-Йоркшир. Валлиец по национальности, проходил подготовку в Кардиффе, Уэльс, состоял в местном одноимённом атлетическом клубе «Кардифф».
Впервые заявил о себе в 2005 году, когда вошёл в состав британской национальной сборной и побывал на молодёжном чемпионате Европы в Эрфурте, откуда привёз награду серебряного достоинства, выигранную в эстафете 4 × 400 м — британцев тогда обошла только команда Польши. Позже выступил на взрослом европейском первенстве в помещении в Мадриде и так же завоевал серебряную медаль в эстафете, уступив на финише сборной Франции.
Выступал за Уэльс на Играх Федерации Содружества наций 2006 года в Мельбурне, однако ни в одной из дисциплин пробиться в финал не смог, в беге на 400 метров занял итоговое 28 место.
В 2010 году бежал за Уэльс на Играх Федерации Содружества наций в Нью-Дели, финишировал четвёртым в беге на 800 метров и шестым в эстафете 4 × 400 м.
В 2011 году удачно выступил на командном чемпионате Европы в Стокгольме, взял бронзу на восьмисотметровой дистанции, пропустив вперёд только поляка Адама Кщота и француза Джеффа Ластенне. При этом сборная Великобритании в число призёров здесь не попала, расположившись в итоговом протоколе на четвёртой строке.
Благодаря череде удачных выступлений Уорбертон удостоился права защищать честь страны на летних Олимпийских играх 2012 года в Лондоне — на предварительном этапе бега на 800 метров пришёл к финишу лишь пятым и не смог пробиться в полуфинальную стадию.
После лондонской Олимпиады остался в легкоатлетической команде Великобритании и продолжил принимать участие в крупнейших международных соревнованиях. Так, в 2014 году должен был выступить на Играх Содружества в Глазго, однако незадолго до их начала был уличён в нарушении антидопинговых правил и отстранён от участия в каких-либо забегах. В январе 2015 года Антидопинговое агентство Великобритании установило, что запрещённое вещество попало к нему в организм вместе с загрязнёнными добавками, и сам спортсмен не знал о его наличии — в итоге срок его дисквалификации сократили до шести месяцев, которые на тот момент уже истекли.